# Abias de Judá
Abias, também chamado de Abijão, foi neto de Salomão e filho e sucessor de Roboão no reino de Judá.

## Reinado
Seu reinado de três anos começou em c. 915 a.C.., com uma tentativa de recuperar as dez tribos que formaram o reino de Israel. Ele lutou contra Jeroboão de Israel em uma batalha sangrenta, em que morreram 500.000 israelitas. Os números de combatentes, 800 mil do lado de Israel e a metade disso do lado de Abias, são extraordinariamente altos. Alguns entendem que os números são 10% disso apenas: 80 mil de Israel, 40 mil de Judá e 50 mil israelitas sendo mortos. A redução é proposta na edição bíblica da Vulgata Latina de Sixto V e na tradução latina de Josefo..  

## Questões familiares
Abias teve 14 esposas. São dadas, na Bíblia, duas versões sobre sua mãe, ela poderia ser Maaca, filha de Absalão, ou Micaia, filha de Uriel de Gibeá. De acordo com o Easton's Bible Dictionary, esta aparente contradição se baseia no uso da palavra filha tanto no sentido de filha como de neta, assim, Maaca/Micaia (variações do mesmo nome) seria filha de Uriel de Gibeá e Tamar, filha de Absalão, filho de Davi.
Seu sucessor foi seu filho Asa.